# Zander
O zander (Sander lucioperca), perca-de-pedra, lúcio-comum ou lucioperca, é uma espécie de peixe com nadadeiras raiadas da família Percidae, que também inclui a perca, o rufo e o darter. É encontrado em habitats de água doce e salobra na Eurásia Ocidental. É um peixe de caça popular e foi introduzido em diversas localidades fora de sua área de distribuição nativa. É a espécie tipo do gênero Sander.

## Taxonomia
A espécie foi descrita pela primeira vez em 1758 como Perca lucioperca por Carolus Linnaeus na décima edição do Systema Naturae. Quando Lorenz Oken (1779–1851) criou o gênero Sander, ele fez de Perca lucioperca sua espécie-tipo. O zander faz parte do clado europeu dentro do gênero Sander, que se separou de um ancestral comum com o clado norte-americano, ao qual pertencem o walleye (S. vitreus) e o sauger (S. canadensis), há cerca de 20,8 milhões de anos. Dentro do clado europeu, o lúcio-do-Volga (S. volgaensis) é o táxon mais basal e compartilha características com o clado norte-americano, como ser um reprodutor de transmissão. Em contraste, no sander e na perca estuarina (S. marinus), os machos constroem ninhos e as fêmeas desovam nesses ninhos, e os machos então guardam os ovos e os filhotes. Acredita-se que a linhagem que levou ao zander tenha divergido do ancestral comum com o lúcio do Volga há cerca de 13,8 milhões de anos, enquanto a separação da perca estuarina ocorreu há cerca de 9,1 milhões de anos.

## Descrição

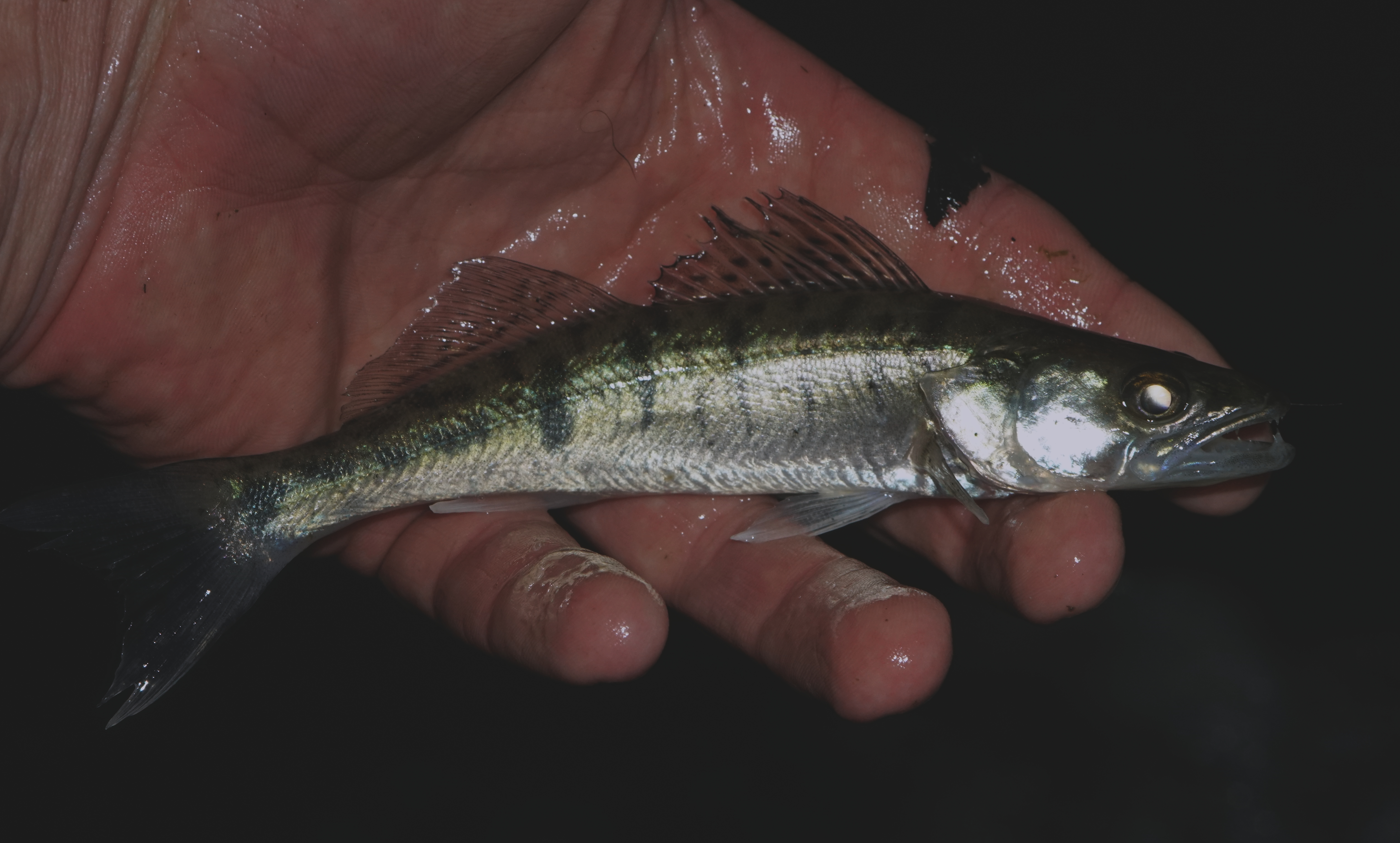
Indivíduo juvenil

O zander é o maior membro dos Percidae e geralmente tem um corpo longo e musculoso que tem alguma semelhança com um lúcio do norte (Esox lucius), daí o nome comum inglês alternativo de lúcio-perca. A parte superior do corpo é verde-acastanhada e se estende para os lados como barras verticais escuras, em um padrão não muito diferente do da perca europeia (Perca fluviatilis), enquanto a parte inferior do corpo é branco-creme. A barbatana caudal é escura e as barbatanas peitorais, pélvicas e anal são de cor branca mais clara. As barbatanas dorsal e caudal são marcadas com fileiras de manchas pretas nas membranas entre os espinhos e os raios, sendo estas maiores e mais evidentes na primeira barbatana dorsal. Os juvenis são prateados, tornando-se mais escuros à medida que envelhecem. Eles têm mandíbulas poderosas que são armadas com muitos dentes afiados com dois longos caninos na frente de cada mandíbula. Eles têm grandes olhos bulbosos que são opacos quando o peixe vive em condições particularmente turvas, uma adaptação à pouca luz. Há um único espinho plano no opérculo. Como outros membros da família das percas, o zander tem uma barbatana dorsal dividida, com a primeira barbatana dorsal tendo 13–20 espinhos e 18–24 raios moles, enquanto a barbatana anal tem 2–3 raios e 10–14 raios moles. A barbatana caudal é longa e bifurcada.
Possui um comprimento máximo de 100 centímetros, embora sejam mais comumente encontrados em torno de 50 centímetros.

## Distribuição
A espécie é amplamente distribuída pela Eurásia, ocorrendo nas drenagens das bacias do Mar Cáspio, Báltico, Negro, Aral, do Norte e do Mar Egeu. O limite norte de sua distribuição fica na Finlândia. Foi introduzido na Grã-Bretanha, no sul da Europa e na Europa continental a oeste das drenagens do Elba, Ebro, Tejo e Júcar, bem como na Anatólia, Norte de África, Sibéria, Quirguistão e Cazaquistão.

## Habitat e ecologia
Habita corpos de água doce, especialmente grandes rios e lagos eutróficos. Eles toleram água salobra e utilizam lagos e estuários costeiros.

### Dieta
Os zanders são carnívoros e os adultos alimentam-se de cardumes de peixes menores. Estudos no Mar Báltico descobriram que eles se alimentam de peixes-espelta europeus (Osmerus eperlanus), rufos ( Gymnocephalus cernua ), percas europeias, vendaces (Coregonus albula) e baratas comuns (Rutilus rutilus). Eles também foram considerados canibais de zanders menores. Eles também foram registrados alimentando-se de filhotes de truta marinha (Salmo trutta morph. trutta) e salmão do Atlântico (Salmo salar). No Reino Unido, houve registros de predação de gobiões (Gobio gobio).

### Reprodução
A desova geralmente ocorre sobre cascalho em água corrente. Os machos defendem um território no qual cavam depressões rasas na areia ou cascalho, com cerca de 50 centímetros de largura e 5 a 10 cm de profundidade. Os ninhos estão normalmente a profundidades de 1 a 3 metros em água turva. A desova ocorre em pares, à noite e ao amanhecer. Durante a desova, a fêmea fica imóvel acima do ninho do macho e este nada rapidamente ao seu redor, mantendo uma distância de cerca de 1 metro da depressão de nidificação. O casal nada rapidamente, liberando os óvulos e espermatozoides. A fêmea parte após liberar seus ovos. O macho permanece fica responsável pela defesa do ninho. As larvas são atraídas pela luz e após saírem do ninho alimentam-se de zooplâncton e de pequenos animais pelágicos. A temporada normal de desova ocorre em abril e maio, embora excepcionalmente eles possam desovar do final de fevereiro até julho, dependendo da latitude e altitude. O fator determinante é que precisa de temperaturas que atinjam antes do início da desova.

## Uso humano

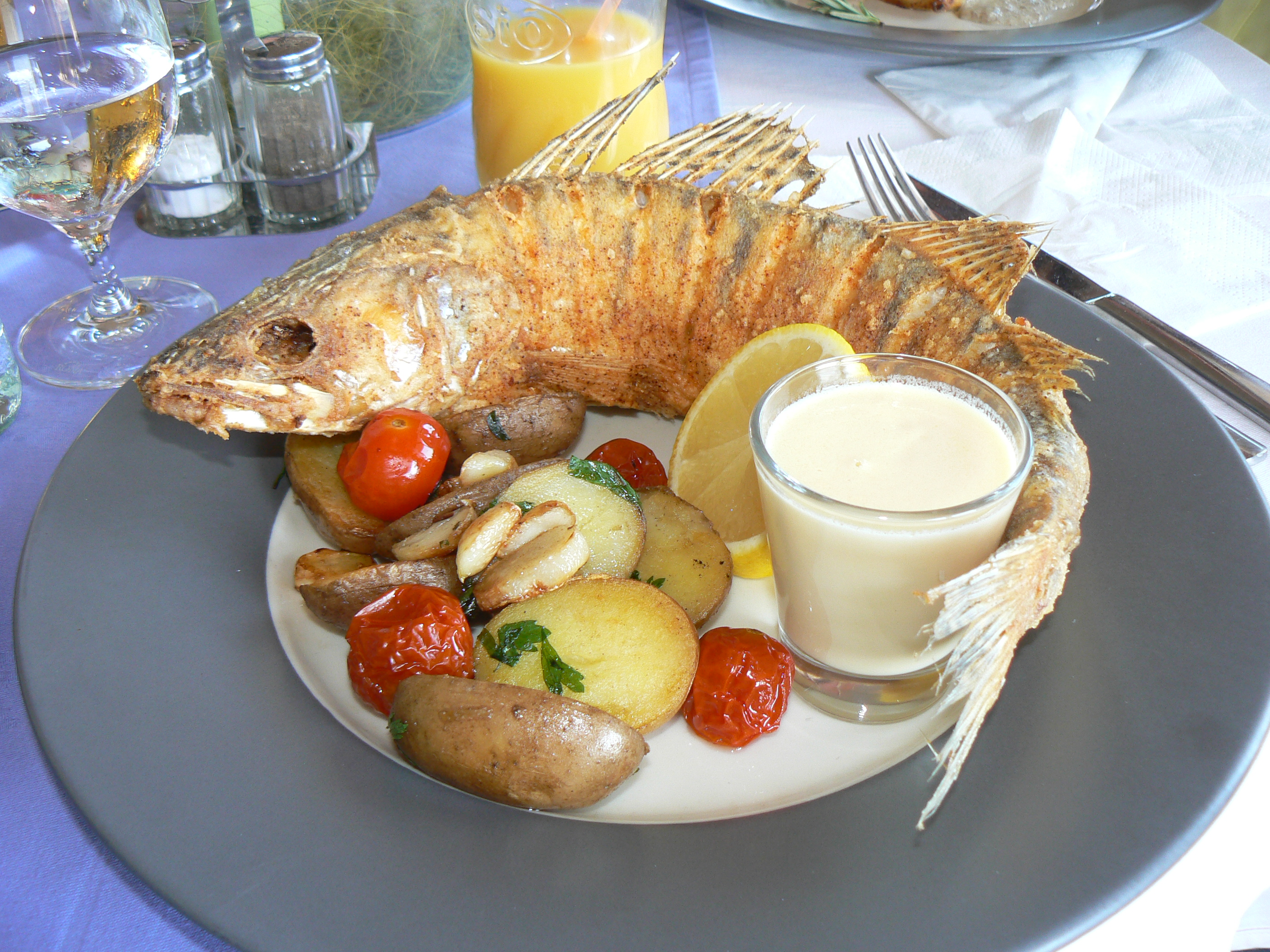
Zander assado em um restaurante em Balatonfüred, Hungria.

O zander é considerado um dos peixes alimentares mais valiosos nativos da Europa. É apreciado por sua carne leve, macia com poucos ossos e sabor delicado. Embora geralmente não seja criado para alimentação, sua adaptabilidade torna a pesca do zander bastante sustentável. De fato, em algumas regiões a liberação de zanders jovens é restrita, pois os estoques naturais já fornecem suprimento suficiente para o mercado, enquanto aumentar a população desse grande predador teria um efeito adverso nas populações de suas presas. A carne torna-se especialmente adequada para filé. Também pode ser servido inteiro, assado, defumado ou cozido. Em alguns círculos culinários, o zander é ainda mais apreciado que o salmão. Até mesmo as miudezas podem ser cozidas em consommé.

### Aquicultura
A crescente demanda por zander para consumo humano atraiu grande atenção dos piscicultores. Hoje, existem protocolos elaborados para a reprodução e crescimento de S. lucioperca. Em toda a Europa, um número crescente de instalações de aquicultura produz para estocagem ou consumo humano, principalmente em sistemas de recirculação aquícola (SAR).